# Jean Viale
Jean Julien Roger Viale (* 10. September 1905 in Auxerre; † 28. Juni 1960 in Paris) war ein französischer Autorennfahrer.

## Karriere als Rennfahrer
Jean Viale war in den 1930er-Jahren als Sportwagen-Rennfahrer aktiv. Viermal nahm er am 24-Stunden-Rennen von Le Mans teil, wo ihm 1937 auf einem Simca Cinq ein Klassensieg gelang. Seine beste Platzierung bei einem Internationalen Rennen erreichte er beim Großen Preis von Frankreich 1936. Die Veranstaltung war als Sportwagenrennen ausgeschrieben und Viale kam mit Partner Louis Villeneuve auf einem Delahaye 135 CS als Gesamtsiebter ins Ziel. Einmal war er beim 24-Stunden-Rennen von Spa-Francorchamps am Start. Der Einsatz 1938 endete mit einem Ausfall.

## Statistik

### Le-Mans-Ergebnisse
| Jahr | Team                    | Fahrzeug     | Teamkollege    | Platzierung             | Ausfallgrund      |
| ---- | ----------------------- | ------------ | -------------- | ----------------------- | ----------------- |
| 1934 | Just-Émile Vernet       | Salmson GS   | Albert Debille | Ausfall                 | Motorschaden      |
| 1935 | Philippe Maillard-Brune | MG PB Midget | Albert Debille | Ausfall                 | Kompressor        |
| 1937 | Automobiles Gordini     | Simca Cinq   | Albert Alin    | Rang 17 und Klassensieg |                   |
| 1938 | Amédée Gordini          | Simca Huit   | Jean Breillet  | Ausfall                 | defekte Ölleitung |